# Раџендра Прасад
Раџендра Прасад (хинд. राजेन्द्र प्रसाद; 3. децембар 1884 — 28. фебруар 1963) био је индијски правник, научник и политички активиста. Био је први председник Индије и то од 1950. до 1962. године.